# 무안소방서
무안소방서(務安消防署, Muan Fire Station)는 전라남도 무안군을 관할하는 전라남도 소방본부 산하의 소방서이다.
소방서장은 소방정으로 보한다.

## 조직
| - 소방과 - 소방계 - 장비계 | - 방호구조과 - 방호구조계 - 예방안전계 | - 현장대응단 - 진압팀 - 조사지원팀 - 119구조대 |

## 관할센터 및 관할구역
무안소방서는 5개의 119안전센터와 1개의 구조대를 산하에 두고 있다.
| 명칭                 | 사진 | 주소                              | 관할구역                      | 지역대                            |
| -------------------- | ---- | --------------------------------- | ----------------------------- | --------------------------------- |
| 무안119안전센터      |      | 무안군 무안읍 공항로 133          | 무안군 무안읍,현경면          |                                   |
| 일로119안전센터      |      | 무안군 일로읍 삼일로 493-1        | 무안군 일로읍, 몽탄면         | 몽탄119지역대(폐쇄)               |
| 해제119안전센터      |      | 무안군 해제면 현해로 1621         | 무안군 해제면, 망운면, 운남면 | 망운119지역대(폐쇄) 운남119지역대 |
| 남악119안전센터      |      | 무안군 삼향읍 남악5로72번길 81-18 | 무안군 삼향읍                 |                                   |
| 청계119안전센터      |      | 무안군 청계면 백련동2길 14-13     | 무안군 청계면                 |                                   |
| 무안소방서 119구조대 |      | 무안군 무안읍 공항로 133          | 무안소방서 관할구역 전역      |                                   |

## 같이 보기
- 대한민국 소방청
- 대한민국의 소방
- 소방관 계급